# Бойл, Генри, 3-й граф Шеннон
Генри Бойл, 3-й граф Шеннон (англ. Henry Boyle, 3rd Earl of Shannon; 8 августа 1771 — 22 апреля 1842) — англо-ирландский аристократ и политик. С 1771 по 1807 год он был известен как виконт Бойл. Заседал в Ирландской палате общин от Клонакилти (1793—1797), графства Корк (1797—1801) и Раткормака (1798). Он представлял графство Корк в новом парламенте Соединённого Королевства с 1801 по 1807 год. Затем он недолго был депутатом парламента от Бандона (1807) и Йола (1807). В 1807 году после смерти своего отца унаследовал титул графа Шеннона. Он был первым лордом-лейтенантом Корка в 1831—1842 годах.
Полная титулатура: 3-й виконт Бойл из Бэндона в графстве Корк (с 20 мая 1807 года), 3-й граф Шеннон (с 20 мая 1807), 2-й барон Карлтон из Карлтона в графстве Йоркшир (с 20 мая 1807), 3-й барон из Каслмартира в графстве Корк (с 20 мая 1807 года).

## Семья
Родился 8 августа 1771 года. Единственный сын Ричарда Бойла, 2-го графа Шеннона (1727—1807), и Кэтрин Понсонби. Его сестра Кэтрин Генриетта Бойл вышла замуж за Фрэнсиса Бернарда, 1-го графа Бэндона . Их дедушкой и бабушкой по материнской линии были Джон Понсонби, спикер Ирландской палаты общин с 1756 по 1771 год, и его жена Леди Элизабет Кавендиш. Леди Элизабет была дочерью Уильяма Кавендиша, 3-го герцога Девонширского, и его жены Кэтрин Хоскинс . Ее дедушкой и бабушкой по материнской линии были Джон Хоскинс и Кэтрин Хейл.

## Карьера

### Парламент Ирландии
Генри Бойл получил образование в Винчестерском колледже. Он представлял округ Клонакилти в ирландском парламенте с 1793 по 1797 год, а затем графство Корк с 1797 года до принятия Акта об Унии в 1801 году. В 1798 году он также был избран в Ирландскую палату общин от Раткормака, но предпочел не заседать. Согласно его некрологу в «джентльменском журнале», Бойл "принимал активное участие в вооружении йоменов в Ирландии. 31 октября 1796 года Генри Бойл был назначен капитаном пяти различных подразделений — Каслмартира, Клойна, Коува, Имокилли и Миддлтона. В то время Королевство Великобритания и Королевство Ирландия были под личной унией. Йомены были добровольческими полками, собранными во многих графствах из йоменов. Их целью было укрепление обороны двух королевств, которые столкнулись с угрозой вторжения Французской первой Республики.
Ирландскому восстанию 1798 года помогали высадившиеся французские войска под командованием Жана Жозефа Амабля Юмбера. Восстание и вторжение потерпели неудачу. Чтобы обеспечить контроль над Ирландией, парламент Ирландии и парламент Великобритании провели переговоры о слиянии двух королевств. Акт об унии 1800 года привел к образованию Соединенного Королевства Великобритании и Ирландии. Окончательное принятие закона в ирландском парламенте было достигнуто значительным большинством голосов, достигаемым частично, согласно современным документам, путем подкупа в форме раздачи титулов и наград противникам унии, чтобы получить их голоса. В то время как первая попытка была проиграна в Ирландской палате общин 109 голосами против 104 за, второе голосование в 1800 году дало результат 158 против 115. По соглашению Ирландия получила 100 мест в британской Палате общин и 32 места в Палате лордов: 28 пэров-представителей, избранных пожизненно, и четыре священника (англиканской) церкви Ирландии, избранных на каждую сессию.

### Парламент Соединенного Королевства
Генри Бойл был одним из новых членов Палаты общин, представляя графство Корк в новом парламенте Соединенного Королевства с 1801 по 1807 год . Фактических всеобщих выборов в парламент Соединенного Королевства в 1801 году не было. Все члены Палаты общин вошли в нее по праву своих предыдущих выборов на места в Великобритании или Ирландии. В графстве Корк также имелся второй представитель в лице Роберта Юниака Фитцджеральда. Оба они числятся среди членов 1-го парламента Великобритании от Ирландии. Генри Бойл и Роберт Фитцджеральд баллотируются без оппозиции на всеобщих выборах в Соединенном Королевстве в 1802 году. Они оба были среди членов 2-го парламента Великобритании от Ирландии.
6 августа 1803 года Генри Бойл был назначен капитаном шестого отряда (из Йола). Во время 1-го и 2-го парламентов Генри Бойл не принадлежал не партии тори, ни к партии вигов. Однако он баллотировался как виг на общих выборах в Соединенном Королевстве в 1806 году. Он был избран вместе с Джорджем Понсонби из партии вигов. Их фракция находилась в то время под руководством Чарльза Грея, 2-го графа Грея.
На всеобщих выборах 1807 года в Великобритании Генри Бойл сменил свой избирательный округ. Понсонби и Джеймс Бернард были избраны от графства Корк. 15 мая 1807 года Генри Бойл был избран членом парламента от Бэндона. Он сменил на этом посту Кортни Бойла. В данном случае Генри числился как тори. Возможно, это указывает на поддержку политической коалиции во главе с Уильямом Кавендишем-Бентинком, 3-м герцогом Портлендским. 18 мая 1807 года Генри Бойл был также избран от партии вигов в Йоле. Он стал преемником Джеймса Бернарда.
20 мая 1807 года скончался Ричард Бойл, 2-й граф Шеннон. Генрих Бойл унаследовал его титулы и покинул Палату общин. Он служил в качестве хранителя рукописей (Custos Rotulorum) графства Корк с 1807 года до своей смерти. Граф Шеннон был включен в Тайный Совет Ирландии в 1808 году. В том же году он стал рыцарем Ордена Святого Патрика. Он был первым лордом-лейтенантом Корка с 1831 года до самой своей смерти.
Его смерть, как сообщается, последовала за «болезнью, длившейся почти два года».

## Брак и дети
7 июня 1798 года Генри Бойл женился на Саре Бертон Хайд (? — 6 сентября 1830), дочери Джона Хайда замка Хайд и Сары Бертон. Их двенадцать детей были перечислены в порядке рождения в его некрологе:
- Леди Кэтрин Бойл, незамужняя
- Достопочтенный Ричард Бойл (22 февраля 1802—1803)
- Леди Сара Бойл, незамужняя
- Леди Харриет Бойл, умерла до 1842 года
- Леди Луиза Грейс Бойл, незамужняя
- Ричард Бойл, 4-й граф Шеннон (12 мая 1809 — 1 августа 1868)
- Леди Джейн Бойл (11 октября 1812 — 21 марта 1876)
- Леди Элизабет Бойл (ок. 1815 — 21 января 1886)
- Достопочтенный Генри Чарльз Бойл (10 ноября 1815 — 6 апреля 1846). Женился в 1841 году на Кэтрин Софронии Джейн Эде (? — 1844).
- Леди Шарлотта-Энн Бойл (17 февраля 1817 — 31 октября 1894)
- Достопочтенный Роберт Фрэнсис Бойл (6 октября 1818 — 20 января 1883), женат с 1858 года на Элизабет Хоул (? — 1889).
- Леди Фрэнсис Бойл, умерла в 1824 году в возрасте четырех лет.